# Franz Joseph Dumbeck

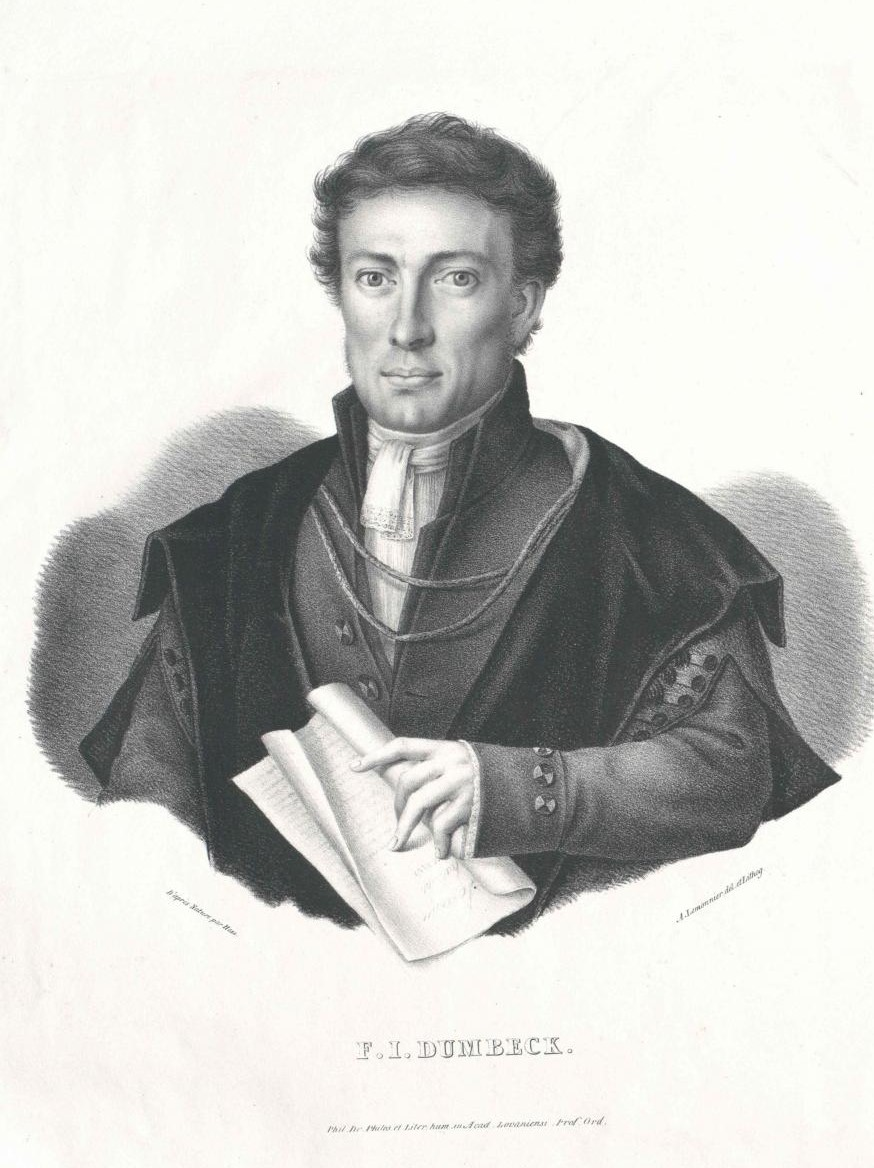
Porträt von Franz Joseph Dumbeck

Franz Joseph Dumbeck (* 21. November 1791 in Mingolsheim im Kraichgau, Baden; † 2. Juni 1842 in Ziegelhausen bei Heidelberg) war ein deutscher Historiker an der Reichsuniversität Löwen.

## Leben
Franz Joseph Dumbeck war das erste von sechs Kindern des Schullehrers Franz Peter Dumbeck und seiner Ehefrau Maria Apollonia geb. Nagel. Im Alter von sieben Jahren starb sein Vater durch einen unglücklichen Sturz vom Baum in einen spitzen Pfahl. Der Ortspfarrer nahm sich des Jungen an und unterrichtete ihn in Latein. Von 1805 bis 1810 besuchte er das Gymnasium in Bruchsal, im Anschluss daran für zwei Jahre das Lyzeum in Rastatt. Um 1812 studierte er an der Universität Freiburg Theologie, 1814 Philologie in Heidelberg. Die Promotion erfolgte zum 13. Mai 1815, seine Dissertation "Geographia pagorum vetustae Germaniae Cisrhenanorum behandelt die rechtsrheinischen Gaue zwischen Basel und Main im 12. Jahrhundert.
1814 wurde er Lehrer am Köllnischen Gymnasium in Berlin. Er unterrichtete Literaturgeschichte, Griechisch und Deutsch. 1819 wurde er Professor für Geschichte und Geographie an der Fakultät für Philosophie und Literatur der Reichsuniversität Löwen. Von 1825 bis 1827 war er Rektor dieser Universität.
Er war befreundet mit seinen Landsleuten Leopold August Warnkönig und Franz Josef Mone, der auf seine Veranlassung 1827 ebenfalls eine Stelle in Leuven bekam.
Am 23. März 1818 heiratete er in Ziegelhausen die Maria Katharina Josephine Bronn, die ebenfalls aus Ziegelhausen stammte. Sechs Kinder gingen aus dieser Ehe hervor: Hugo, Emilie Adelheid * 1823 in Ziegelhausen, Godmar * 1825, Leopold * um 1828, † 1835 in Ziegelhausen, Heinrich * um 1830, † 1835 in Ziegelhausen und Walter Fridegar Amalrich * 1833, † 1834 in Ziegelhausen.
Nach 1835 kehrte er nach Deutschland zurück und starb 1842 in Ziegelhausen.

## Veröffentlichungen
- Geographia pagorum vetustae Germaniae cisrhenanorum, proxime quidem Rhenum a Basilea ad Moenum Fl. sitorum, quales fere saec. XII. fuere, praemio ornata praemisso prooemio de pagis, et adjectis observationibus longioribus, indicibus copiosis et tabulis aeneis. Reimer, Berlin 1818 (Digitalisat).
- Historiae universae tabulae ethnographico-periodico-synchronisticae. Reimer, Berlin 1820.
- Oratio Commentariis illustrata de re publica literata. Löwen 1827.